# Двести карбованцев
Двести карбованцев  (укр. Двістi карбованців) — номинал денежных купюр, выпускавшихся:
- Рейхскомиссариатом Украина в 1942—1944 годах;
- Национальным банком Украины в 1992—1995 годах.

## Банкнота Рейхскомиссариата Украина

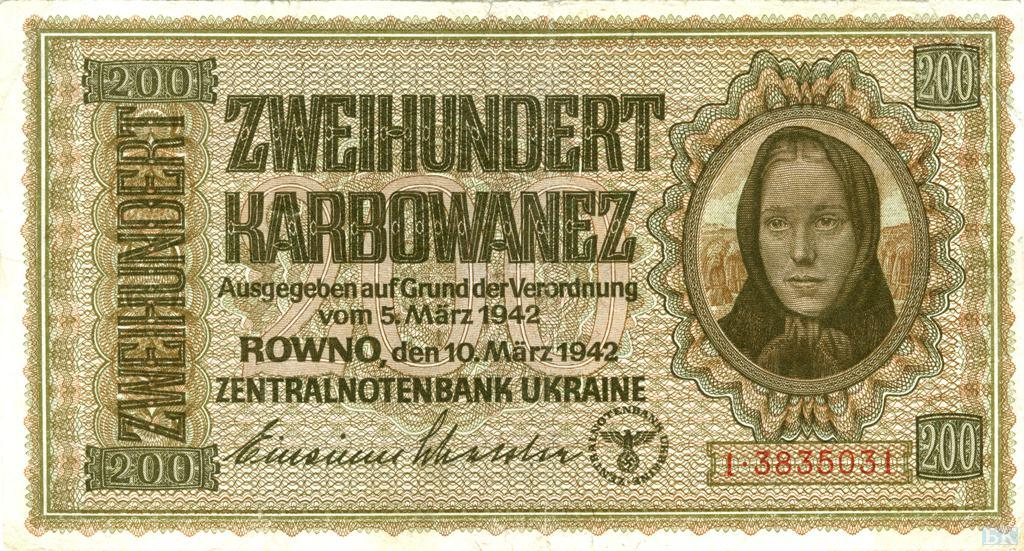
200 карбованцев 1942 года

В центре на фоне номинала цифрами «200» номинал прописью на немецком языке: ZWEIHUNDERT KARBOWANEZ (Двести карбованцев). Под ним текст: Ausgegeben auf Grund der Verordnung vom 5. März 1942 / ROWNO, den 10. März 1942. ZENTRALNOTENBANK UKRAINE (Выпуск на основании распоряжения от 5 марта 1942 г. Ровно, 10 марта 1942 г. Центральный эмиссионный банк Украины). В самом низу — подпись управляющего банком, справа от подписи штамп в виде герба Германской империи (орё с распростёртыми крыльями держит венок из дубовых ветвей со свастикой), снизу по часовой стрелке надпись по кругу: ZENTRALNOTENBANK UKRAINE. По четырём углам банкноты номинал цифрами, слева вертикальная надпись большими буквами снизу вверх: ZWEIHUNDERT (Двести), отделённая рамкой от основного поля банкноты. Справа в округлой фигурной мандале — портрет крестьянки на фоне снопов пшеницы, под ним обозначение серии, отделённое точкой от семизначного номера; все цифры и точка — красного цвета. Цвета фона — оливково-зелёный и коричневый, цвет печати — тёмно-оливковый.
В центре в округлой фигурной мандале номинал большой цифрой. Вверху в две строки надпись на немецком языке: ZENTRALNOTENBANK UKRAINE / ZWEIHUNDERT KARBOWANEZ, снизу под цифрами та же надпись на украинском языке: ДВЕСТИ КАРБОВАНЦІВ / ЦЕНТРАЛЬНИЙ ЕМІСІЙНИЙ БАНК УКРАЇНА. Слева от центрального номинала — предостерегающая надпись в три строки: GELOFÄLSCHUNG WIRD MIT ZUCHTHAUS BESTRAFT, справа от номинала та же надпись на украинском языке: ФАЛЬШУВАННЯ ГРОШЕВИХ ЗНАКІВ КАРАЄТЬСЯ ТЯЖКОЮ ТЮРМОЮ (Изготовление фальшивых денежных знаков карается тюремным заключением). По четырём углам банкноты номинал цифрами. Цвета фона — коричневый и зелёный, цвет печати — тёмно-оливковый. Бумага — белая с разноцветной вертикальной волокнистой полосой в середине лицевой стороны.
Банкнота в 200 карбованцев выпущена в обращение в 1942 году Центральным эмиссионным банком Украины. Использовалась до конца 1944 года.

## Банкнота 1992—1995 годов
Первые банкноты номиналом 200 карбованцев были изготовлены британской фирмой Томас де ла Рю в 1992 году
Банкноты печатались на белой бумаге. Размер банкнот составлял: длина 105 мм, ширина — 53 мм. Водяной знак — «паркет».
На аверсной стороне банкноты в центральной части слева размещено изображение Памятного знака в честь основания Киева. С правой стороны на банкноте содержатся надписи Украина, Купон, 200 карбованцев, Национальный банк Украины и год выпуска — 1992.
На реверсной стороне банкноты размещено гравюрное изображение Софийского собора в Киеве и в каждом из углов обозначен номинал купюры. Преобладающий цвет на обеих сторонах — коричневый.
Банкнота введена в обращение 22 июня 1992, изъята — 15 марта 1995 года.